# Novara Calcio 2014-2015
Questa voce raccoglie le informazioni riguardanti il Novara Calcio nelle competizioni ufficiali della stagione 2014-2015.

## Stagione
Nella stagione 2014-2015 il Novara ha disputato il diciottesimo campionato di terza serie della sua storia, prendendo parte alla nuova divisione unica istituita dalla Lega Pro, vincendo il girone A e riconquistando la Serie B ad un anno dall'ultima retrocessione. Ha conquistato, inoltre, la Supercoppa Italiana di categoria. Allenato da Mimmo Toscano il Novara dopo aver sperato invano nel ripescaggio in Serie B, a seguito del fallimento del Siena, è riuscito comunque a tornare nel campionato cadetto. Giunto a pari punti (74) con la Bassano Virtus, i biancoazzurri sono saliti direttamente grazie agli scontri diretti, evitando così i Play-off, che poi hanno penalizzato i rivali veneti, sconfitti dal Como. Miglior marcatore dei piemontesi l'argentino Pablo Andres Gonzalez che ha firmato 15 reti in campionato. Nella Coppa Italia Tim Cup Novara subito fuori, a Latina finisce (1-1) dopo i supplementari e ai calci di rigore si impongono i laziali (4-3). Anche nella Coppa Italia di Lega Pro subito fuori nei sedicesimi (2-0) subito al Sinigaglia di Como.

## Divise e sponsor
Il fornitore ufficiale di materiale tecnico per la stagione 2014-2015 è stato Joma, mentre lo sponsor di maglia è stato Banca Popolare di Novara.
| 1ª divisa | 2ª divisa | 3ª divisa |

## Organigramma societario
Area direttiva
- Presidente e Direttore generale: Massimo De Salvo
- Vice presidente: Carlo Accornero
- Responsabile scouting: Franco Pulin
- Segretario generale: Paolo Morganti
- Responsabile settore giovanile: Mauro Borghetti
- Amministrazione, finanza e controllo: Angela Zucca
- Ufficio stampa: Carlo Magretti
- Relazioni Istituzionali: Erica Azzimonti
- Brand Manager e Area Marketing: Marco Rigoni

Area tecnica
- Direttore sportivo: Domenico Teti
- Coordinatore: Daniele Ranzato
- Allenatore: Domenico Toscano
- Allenatore in seconda: Michele Napoli
- Preparatore dei portieri: Massimo Cataldi
- Consulente atletico: Andrea Buttè
- Preparatore atletico: Pietro La Porta
- Team Manager: Mattia Venturini
- Magazzinieri: Massimo Fedrigo, Luigi Fregonara e Marco Fregonara

Area sanitaria
- Direttore scientifico: Angelo Bertelli
- Coordinatore: Clemente Ponzetti

## Rosa
Rosa aggiornata all'11 agosto 2014.
| N. |                      | Ruolo | Calciatore             |
| -- | -------------------- | ----- | ---------------------- |
|    | Italia (bandiera)    | P     | Lorenzo Montipò        |
|    | Argentina (bandiera) | P     | Alan Ezequiel Martinez |
|    | Italia (bandiera)    | P     | Enrico Tonozzi         |
|    | Italia (bandiera)    | P     | Andrea Tozzo           |
|    | Italia (bandiera)    | D     | Luca Barlocco          |
|    | Italia (bandiera)    | D     | Dario Bergamelli       |
|    | Senegal (bandiera)   | D     | Moustapha Beye         |
|    | Italia (bandiera)    | D     | Lorenzo Dickmann       |
|    | Italia (bandiera)    | D     | Gianluca Freddi        |
|    | Italia (bandiera)    | D     | Agostino Garofalo      |
|    | Italia (bandiera)    | D     | Christian Jidayi       |
|    | Italia (bandiera)    | D     | Carlalberto Ludi       |
|    | Italia (bandiera)    | D     | Luca Martinelli        |
|    | Italia (bandiera)    | D     | Paolo Migliavacca      |
|    | Italia (bandiera)    | D     | Romano Perticone       |
|    | Italia (bandiera)    | D     | Andrea Peverelli       |
|    | Italia (bandiera)    | D     | Francesco Vicari       |
|    | Italia (bandiera)    | D     | Mattia Villanova       |
|    | Italia (bandiera)    | C     | Nicolò Bianchi         |

| N. |                      | Ruolo | Calciatore            |
| -- | -------------------- | ----- | --------------------- |
|    | Italia (bandiera)    | C     | Daniele Buzzegoli     |
|    | Italia (bandiera)    | C     | Paolo Faragò          |
|    | Italia (bandiera)    | C     | Lorenzo Galassi       |
|    | Italia (bandiera)    | C     | Desiderio Garufo      |
|    | Lituania (bandiera)  | C     | Gabrielius Judickas   |
|    | Italia (bandiera)    | C     | Crocefisso Miglietta  |
|    | Italia (bandiera)    | C     | Francesco Parravicini |
|    | Italia (bandiera)    | C     | Simone Pesce          |
|    | Italia (bandiera)    | C     | Nicolas Schiavi       |
|    | Ungheria (bandiera)  | A     | Krisztián Adorján     |
|    | Italia (bandiera)    | A     | Simone Corazza        |
|    | Italia (bandiera)    | A     | Luigi Della Rocca (I) |
|    | Italia (bandiera)    | A     | Felice Evacuo         |
|    | Argentina (bandiera) | A     | Pablo Andrés González |
|    | Italia (bandiera)    | A     | Alberto Libertazzi    |
|    | Italia (bandiera)    | A     | Jacopo Manconi        |
|    | Svezia (bandiera)    | A     | Filip Pivkovski       |
|    | Brasile (bandiera)   | A     | Gustavo Vagenin       |

## Risultati

### Campionato

#### Girone di andata
| Arbitro: | Lacagnina (Caltanissetta) |

|                         |           |  |
| Zullo 10’ F. Virdis 90’ | Marcatori |  |

| Arbitro: | Prontera (Bologna) |

|             |           |  |
| Corazza 28’ | Marcatori |  |

| Arbitro: | Piccinini (Forlì) |

|                |           |              |
| M. Marconi 69’ | Marcatori | 45’ González |

| Novara 14 settembre 2014, ore 18:00 CEST 4ª giornata | Novara           | 0 – 0 referto | Cremonese | Stadio Silvio Piola\| Arbitro: \| Baroni (Firenze) \| |
| Arbitro:                                             | Baroni (Firenze) |               |           |                                                       |

| Arbitro: | Boggi (Salerno) |

|                |           |                               |
| Baclet 3’, 45’ | Marcatori | 16’ Corazza 28’ (rig.) Evacuo |

| Arbitro: | Illuzzi (Molfetta) |

|                                         |           |  |
| Corazza 32’, 73’ Gustavo 49’ Faragò 60’ | Marcatori |  |

| Arbitro: | Melidoni (Frattamaggiore) |

|                             |           |  |
| Balistreri 63’ Maiorino 84’ | Marcatori |  |

| Arbitro: | Di Martino (Teramo) |

|            |           |              |
| Evacuo 77’ | Marcatori | 70’ Iocolano |

| Arbitro: | Amoroso (Paola) |

|                     |           |                         |
| Raimondi 90’ (rig.) | Marcatori | 23’ Evacuo 76’ González |

| Arbitro: | Giua (Pisa) |

|            |           |  |
| Evacuo 46’ | Marcatori |  |

| Arbitro: | Pietropaolo (Modena) |

|               |           |                                    |
| Spampatti 18’ | Marcatori | 11’ Corazza 68’ Pesce 88’ González |

| Arbitro: | Paolini (Ascoli Piceno) |

|                                               |           |  |
| Freddi 13’, 53’ Giosa 33’ (aut.) González 85’ | Marcatori |  |

| Arbitro: | Strippoli (Bari) |

|                                     |           |  |
| Bardelloni 11’ Malagò 45’ Bruno 62’ | Marcatori |  |

| Arbitro: | Amabile (Vicenza) |

|                                               |           |           |
| Evacuo 2’ Garofalo 10’ González 37’ Pesce 90’ | Marcatori | 45’ Salvi |

| Arbitro: | Luciano (Lamezia Terme) |

|              |           |  |
| González 42’ | Marcatori |  |

| Arbitro: | Mastrodonato (Molfetta) |

|             |           |                         |
| Biraghi 90’ | Marcatori | 47’ González 61’ Vicari |

| Arbitro: | Fanton (Lodi) |

|                        |           |  |
| Evacuo 9’ González 83’ | Marcatori |  |

| Arezzo 21 dicembre 2014, ore 14:30 CET 18ª giornata | Arezzo               | 0 – 0 referto | Novara | Stadio Città di Arezzo\| Arbitro: \| Dei Giudici (Latina) \| |
| Arbitro:                                            | Dei Giudici (Latina) |               |        |                                                              |

| Arbitro: | Bertani (Pisa) |

|            |           |                                |
| Evacuo 90’ | Marcatori | 37’ Ekuban 44’ Alimi 65’ Mogos |

#### Girone di ritorno
| Arbitro: | Colarossi (Roma) |

|                               |           |                     |
| Evacuo 45’ (rig.) Corazza 64’ | Marcatori | 38’ Vita 77’ Grandi |

| Arbitro: | Martinelli (Roma) |

|           |           |              |
| Broli 36’ | Marcatori | 32’ González |

| Arbitro: | Illuzzi (Molfetta) |

|                         |           |             |
| Foglio 27’ Dickmann 47’ | Marcatori | 25’ Rantier |

| Arbitro: | Di Ruberto (Nocera Inferiore) |

|  |           |             |
|  | Marcatori | 35’ Corazza |

| Arbitro: | Baldicchi (Città di Castello) |

|                        |           |  |
| Freddi 63’ Corazza 78’ | Marcatori |  |

| Arbitro: | Rapuano (Rimini) |

|                                 |           |                                               |
| Soncin 45’ A. Ferretti 83’, 89’ | Marcatori | 19’ N. Bianchi 65’ (rig.) Evacuo 79’ González |

| Arbitro: | Boggi (Salerno) |

|                          |           |  |
| Dickmann 60’ Corazza 65’ | Marcatori |  |

| Arbitro: | Tardino (Milano) |

|              |           |                         |
| Iocolano 89’ | Marcatori | 35’ González 85’ Garufo |

| Arbitro: | Piccinini (Forlì) |

|           |           |  |
| Giosa 29’ | Marcatori |  |

| Arbitro: | Perotti (Legnano) |

|                             |           |  |
| Corazza 27’, 64’ Freddi 55’ | Marcatori |  |

| Arbitro: | Fiore (Barletta) |

|               |           |            |
| Mazzitelli 4’ | Marcatori | 80’ Evacuo |

| Arbitro: | Giua (Pisa) |

|                        |           |  |
| González 1’ Evacuo 52’ | Marcatori |  |

| Arbitro: | Formato (Benevento) |

|                   |           |  |
| Evacuo 57’ (rig.) | Marcatori |  |

| Bergamo 2 aprile 2015, ore 19:30 CEST 33ª giornata | AlbinoLeffe        | 0 – 0 referto | Novara | Stadio Atleti Azzurri d'Italia\| Arbitro: \| Giovani (Grosseto) \| |
| Arbitro:                                           | Giovani (Grosseto) |               |        |                                                                    |

| Arbitro: | Paolini (Ascoli Piceno) |

|                      |           |                         |
| Raggio Garibaldi 45’ | Marcatori | 25’ González 84’ Evacuo |

| Arbitro: | Guccini (Albano Laziale) |

|                   |           |  |
| González 58’, 79’ | Marcatori |  |

| Arbitro: | Marinelli (Tivoli) |

|                  |           |                   |
| J. Fortunato 23’ | Marcatori | 59’ (rig.) Evacuo |

| Arbitro: | Mastrodonato (Molfetta) |

|                    |           |  |
| L. Della Rocca 69’ | Marcatori |  |

| Arbitro: | Rapuano (Rimini) |

|  |           |             |
|  | Marcatori | 54’ Corazza |

### Coppa Italia

#### Secondo turno
| Arbitro: | La Penna (Roma) |

|                                             |                      |                                        |
| Pettinari 27’                               | Marcatori            | 77’ Corazza                            |
| Viviani Petagna Pettinari Valiani Cottafava | Tiri di rigore 4 – 3 | González Gustavo Corazza Faragò Garufo |

### Coppa Italia Lega Pro

#### Secondo turno
| Arbitro: | Perotti (Legnano) |

|                             |           |  |
| Tonozzi 30’ (aut.) Ganz 54’ | Marcatori |  |

### Supercoppa di Lega Pro

#### Finali
| Arbitro: | Marini (Roma) |

|                                    |           |                             |
| Evacuo 49’ (rig.), 77’ Corazza 74’ | Marcatori | 13’ Favasuli 58’ Gabionetta |

| Arbitro: | Fiore (Barletta) |

|              |           |               |
| Lapadula 37’ | Marcatori | 86’ Buzzegoli |

## Statistiche

### Statistiche di squadra
| Competizione           | Punti   | In casa | In casa | In casa | In casa | In casa | In casa | In trasferta | In trasferta | In trasferta | In trasferta | In trasferta | In trasferta | Totale | Totale | Totale | Totale | Totale | Totale | DR  |
| Competizione           | Punti   | G       | V       | N       | P       | Gf      | Gs      | G            | V            | N            | P            | Gf           | Gs           | G      | V      | N      | P      | Gf     | Gs     | DR  |
| ---------------------- | ------- | ------- | ------- | ------- | ------- | ------- | ------- | ------------ | ------------ | ------------ | ------------ | ------------ | ------------ | ------ | ------ | ------ | ------ | ------ | ------ | --- |
| Lega Pro               | 74 (-3) | 19      | 15      | 3       | 1       | 36      | 8       | 19           | 7            | 8            | 4            | 22           | 22           | 38     | 22     | 11     | 5      | 58     | 30     | +28 |
| Coppa Italia           | -       | -       | -       | -       | -       | -       | -       | 1            | 0            | 1            | 0            | 1            | 1            | 1      | 0      | 1      | 0      | 1      | 1      | 0   |
| Coppa Italia Lega Pro  | -       | -       | -       | -       | -       | -       | -       | 1            | 0            | 0            | 1            | 0            | 2            | 1      | 0      | 0      | 1      | 0      | 2      | -2  |
| Supercoppa di Lega Pro | -       | 1       | 1       | 0       | 0       | 3       | 2       | 1            | 0            | 1            | 0            | 1            | 1            | 2      | 1      | 1      | 0      | 4      | 3      | +1  |
| Totale                 | -       | 20      | 16      | 3       | 1       | 39      | 10      | 22           | 7            | 10           | 5            | 24           | 26           | 42     | 23     | 13     | 6      | 63     | 36     | +27 |

### Statistiche dei giocatori
| Giocatore          | Lega Pro | Lega Pro | Lega Pro    | Lega Pro   | Coppa Italia | Coppa Italia | Coppa Italia | Coppa Italia | Coppa Italia Lega Pro | Coppa Italia Lega Pro | Coppa Italia Lega Pro | Coppa Italia Lega Pro | Supercoppa di Lega Pro | Supercoppa di Lega Pro | Supercoppa di Lega Pro | Supercoppa di Lega Pro | Totale   | Totale | Totale      | Totale     |
| Giocatore          | Presenze | Reti     | Ammonizioni | Espulsioni | Presenze     | Reti         | Ammonizioni  | Espulsioni   | Presenze              | Reti                  | Ammonizioni           | Espulsioni            | Presenze               | Reti                   | Ammonizioni            | Espulsioni             | Presenze | Reti   | Ammonizioni | Espulsioni |
| ------------------ | -------- | -------- | ----------- | ---------- | ------------ | ------------ | ------------ | ------------ | --------------------- | --------------------- | --------------------- | --------------------- | ---------------------- | ---------------------- | ---------------------- | ---------------------- | -------- | ------ | ----------- | ---------- |
| K. Adorján         | 2        | 0        | 0           | 0          | -            | -            | -            | -            | -                     | -                     | -                     | -                     | 1                      | 0                      | 0                      | 0                      | 3        | 0      | 0           | 0          |
| L. Barlocco        | 1        | 0        | 0           | 0          | 1            | 0            | 0            | 0            | 1                     | 0                     | 0                     | 0                     | -                      | -                      | -                      | -                      | 3        | 0      | 0           | 0          |
| D. Bergamelli      | 15       | 0        | 4           | 0          | 1            | 0            | 1            | 0            | -                     | -                     | -                     | -                     | 2                      | 0                      | 2                      | 0                      | 18       | 0      | 7           | 0          |
| M. Beye            | 10       | 0        | 2           | 0          | 1            | 0            | 1            | 0            | -                     | -                     | -                     | -                     | -                      | -                      | -                      | -                      | 11       | 0      | 3           | 0          |
| N. Bianchi         | 29       | 1        | 1           | 0          | 1            | 0            | 0            | 0            | -                     | -                     | -                     | -                     | 1                      | 0                      | 1                      | 0                      | 31       | 1      | 2           | 0          |
| D. Buzzegoli       | 21       | 0        | 4           | 0          | -            | -            | -            | -            | 1                     | 0                     | 0                     | 0                     | 2                      | 1                      | 0                      | 0                      | 24       | 1      | 4           | 0          |
| S. Corazza         | 36       | 12       | 5           | 0          | 1            | 1            | 0            | 0            | -                     | -                     | -                     | -                     | 2                      | 1                      | 0                      | 0                      | 39       | 14     | 5           | 0          |
| L. Della Rocca (I) | 11       | 1        | 0           | 0          | -            | -            | -            | -            | -                     | -                     | -                     | -                     | 2                      | 0                      | 0                      | 0                      | 13       | 1      | 0           | 0          |
| L. Dickmann        | 27       | 2        | 3           | 0          | -            | -            | -            | -            | -                     | -                     | -                     | -                     | 2                      | 0                      | 0                      | 0                      | 29       | 2      | 3           | 0          |
| F. Evacuo          | 35       | 14       | 5           | 0          | 1            | 0            | 0            | 0            | -                     | -                     | -                     | -                     | 2                      | 2                      | 0                      | 0                      | 38       | 16     | 5           | 0          |
| P. Faragò          | 20       | 1        | 4           | 1          | 1            | 0            | 0            | 0            | 1                     | 0                     | 0                     | 0                     | -                      | -                      | -                      | -                      | 22       | 1      | 4           | 1          |
| V. Foglio          | 14       | 1        | 1           | 0          | -            | -            | -            | -            | -                     | -                     | -                     | -                     | -                      | -                      | -                      | -                      | 14       | 1      | 1           | 0          |
| G. Freddi          | 29       | 4        | 5           | 0          | -            | -            | -            | -            | -                     | -                     | -                     | -                     | 1                      | 0                      | 0                      | 0                      | 30       | 4      | 5           | 0          |
| L. Galassi         | 2        | 0        | 0           | 0          | -            | -            | -            | -            | 1                     | 0                     | 1                     | 0                     | -                      | -                      | -                      | -                      | 3        | 0      | 1           | 0          |
| A. Garofalo        | 24       | 1        | 4           | 0          | -            | -            | -            | -            | -                     | -                     | -                     | -                     | 2                      | 0                      | 0                      | 0                      | 26       | 1      | 4           | 0          |
| D. Garufo          | 25       | 1        | 2           | 0          | 1            | 0            | 0            | 0            | -                     | -                     | -                     | -                     | 1                      | 0                      | 0                      | 0                      | 27       | 1      | 2           | 0          |
| F. Gavazzi         | 15       | 0        | 5           | 0          | -            | -            | -            | -            | -                     | -                     | -                     | -                     | 1                      | 0                      | 1                      | 0                      | 16       | 0      | 6           | 0          |
| P.A. González      | 34       | 15       | 7           | 0          | 1            | 0            | 0            | 0            | 1                     | 0                     | 1                     | 0                     | 1                      | 0                      | 1                      | 0                      | 37       | 15     | 9           | 0          |
| A. Libertazzi      | -        | -        | -           | -          | -            | -            | -            | -            | 1                     | 0                     | 0                     | 0                     | -                      | -                      | -                      | -                      | 1        | 0      | 0           | 0          |
| J. Manconi         | 8        | 0        | 0           | 0          | -            | -            | -            | -            | 1                     | 0                     | 0                     | 0                     | -                      | -                      | -                      | -                      | 9        | 0      | 0           | 0          |
| L. Martinelli      | 26       | 0        | 6           | 0          | -            | -            | -            | -            | -                     | -                     | -                     | -                     | -                      | -                      | -                      | -                      | 26       | 0      | 6           | 0          |
| P. Migliavacca     | -        | -        | -           | -          | -            | -            | -            | -            | 1                     | 0                     | 0                     | 0                     | -                      | -                      | -                      | -                      | 1        | 0      | 0           | 0          |
| C. Miglietta       | 20       | 0        | 7           | 1          | -            | -            | -            | -            | -                     | -                     | -                     | -                     | 1                      | 0                      | 0                      | 0                      | 21       | 0      | 7           | 1          |
| L. Montipò         | -        | -        | -           | -          | -            | -            | -            | -            | -                     | -                     | -                     | -                     | 2                      | -3                     | 0                      | 0                      | 2        | -3     | 0           | 0          |
| R. Perticone       | 1        | 0        | 1           | 0          | 1            | 0            | 1            | 0            | -                     | -                     | -                     | -                     | -                      | -                      | -                      | -                      | 2        | 0      | 2           | 0          |
| S. Pesce           | 34       | 2        | 13          | 1          | 1            | 0            | 1            | 0            | -                     | -                     | -                     | -                     | 1                      | 0                      | 0                      | 0                      | 36       | 2      | 14          | 1          |
| A. Peverelli       | -        | -        | -           | -          | -            | -            | -            | -            | 1                     | 0                     | 0                     | 0                     | -                      | -                      | -                      | -                      | 1        | 0      | 0           | 0          |
| I. Potouridis      | -        | -        | -           | -          | 1            | 0            | 0            | 0            | -                     | -                     | -                     | -                     | -                      | -                      | -                      | -                      | 1        | 0      | 0           | 0          |
| N. Schiavi         | 11       | 0        | 0           | 0          | -            | -            | -            | -            | 1                     | 0                     | 1                     | 0                     | 2                      | 0                      | 0                      | 0                      | 14       | 0      | 1           | 0          |
| E. Tonozzi         | -        | -        | -           | -          | -            | -            | -            | -            | 1                     | -2                    | 0                     | 0                     | -                      | -                      | -                      | -                      | 1        | -2     | 0           | 0          |
| A. Tozzo           | 38       | -30      | 2           | 0          | 1            | -1           | 0            | 0            | -                     | -                     | -                     | -                     | -                      | -                      | -                      | -                      | 39       | -31    | 2           | 0          |
| G. Vagenin         | 15       | 1        | 1           | 0          | 1            | 0            | 0            | 0            | 1                     | 0                     | 0                     | 0                     | -                      | -                      | -                      | -                      | 17       | 1      | 1           | 0          |
| F. Vicari          | 24       | 1        | 2           | 0          | -            | -            | -            | -            | 1                     | 0                     | 0                     | 0                     | 2                      | 0                      | 0                      | 0                      | 27       | 1      | 2           | 0          |
| M. Villanova       | -        | -        | -           | -          | -            | -            | -            | -            | 1                     | 0                     | 0                     | 0                     | -                      | -                      | -                      | -                      | 1        | 0      | 0           | 0          |